# Amale
Amale (en népalais : अमले) est un comité de développement villageois du Népal situé dans le district de Sindhuli. Au recensement de 2011, il comptait 2 261 habitants.